# Крючківська волость
Крючківська волость — адміністративно-територіальна одиниця Ізюмського повіту Харківської губернії з центром у слободі Крючки.
Станом на 1885 рік складалася з 5 поселень, 5 сільських громад. Населення — 3349 осіб (1843 чоловічої статі та 1506 — жіночої), 538 дворових господарств.
|                     | Площа, десятин | У тому числі орної, дес. |
| ------------------- | -------------- | ------------------------ |
| Сільських громад    | 6294           | 4197                     |
| Приватної власності | 2191           | 580                      |
| Казенної власності  | 1              | —                        |
| Іншої власності     | 33             | 33                       |
| Загалом             | 8519           | 4810                     |

Основні поселення волості:
- Крючки — колишня державна слобода за 36 верст від повітового міста, 839 осіб, 145 дворів, православна церква, школа, 3 постоялих двори, 2 лавки, троїцький ярмарок.
- Вишнева — колишнє державне село, 822 особи, 144 двори.
- Нурове — колишнє державне село, 839 осіб, 123 двори.
- Теплянка — колишнє державне село, 342 особи, 50 дворів, поштова станція.